# 싯다르트 말호트라
싯다르트 말호트라(오리야어: ସିଦ୍ଧାର୍ତା ମଲହାତ୍ର, 힌디어: सिद्धार्थ मल्होत्रा, 1985년 1월 16일 ~ )은 인도의 배우이다.

## 출연 작품
- 아이야리 (2018)
- 이테팍 (2017)
- 어 젠틀맨 (2017)
- 바르 바르 데코 (2016)
- 브라더스 (2015)
- 러브 고즈 커킨 프레이지 (2014)
- 더 빌런 (2014)
- 스튜던트 오브 더 이어 (2012)